# Beddomixalus bijui
Beddomixalus bijui — вид лягушек из семейства веслоноги (Rhacophoridae). Единственный вид монотипического рода. Эндемик Западных Гат, Индия. Его название происходит от сочетания фамилии Ричарда Генри Беддоума, в честь его заслуг по изучению амфибий Западных Гат, а также Ixalus, который часто используется как суффикс в названиях родов.

## Распространение
Вид встречается на высоте от 1100 до 1600 метров над уровнем моря в вечнозеленых лесах на плато Декан.

## Описание
Beddomixalus bijui отличается от представителей других родов веслоногов тем, что представляет собой стройную длиннотелую лягушку среднего размера. Длина тела самки до 6,1 сантиметра. У нее желтовато-охристая или красновато-коричневая спинка с двумя отчетливыми желтовато-кремовыми продольными полосами; есть зубы на сошнике и отсутствует язычный сосочек; отчетливая надтимпановая складка, а также барабанная полость; область между глазом и ноздрей тупая и вогнутая; вольфов проток простой трубчатый. Раннее развитие непигментированных яиц происходит на открытых влажных местах без родительской защиты и заботы. Есть свободно живущие водные головастики, приспособленные к жизни в озерах. Beddomixalus bijui обитает в горных лесах на средней и большой высоте.

### Головастики
Головастики маленькие, свободно плавающие. Их тела овальные, приплюснутые и темноокрашенные сверху, пигментированные от морды до кончика хвоста, включая плавниковую складку. Брюшная сторона бледно-розовая и менее пигментированная. Глаза красноватые, среднего размера. Мышцы глотки и кишечник просвечивают сквозь кожу брюшка. Ноздри находятся между кончиком рыла и глазами. Хвостовой плавник умеренной длины, закругленный на конце. Нижняя челюсть V-образной формы.
Головастики этого вида наблюдались с полностью развитыми задними конечностями на стадии 40-й день жизни, с бледной дорсолатеральной полосой, появляющейся на 42-й день. Его глаза ярко-красные, а пигментация тела зеленовато-желтая на 44-й день, в это время проходящие метаморфоз головастики начинают выходить на сушу. На 46-й день лягушата встречаются на болотной растительности.

## Поведение
Beddomixalus bijui ведут в основном древесный образ жизни, населяя деревья в высокогорных болотах или на заливных лугах. В начале сезона размножения самцы собираются в подходящих для болотных угодьях. Они начинают мигрировать к ним во время муссонных дождей из окружающего леса. Большинство самцов залезают на растения на высоту около 2 метров и в унисон создают брачные призывы. Говорят, что от этих самцов исходит запах «жженной резины», похожий на тот, который ощущается от самцов Hylarana malabarica. Считается, что этот запах вырабатывается железами на их дорсолатеральном крае. По мере наступления ночи самцы спускаются с растений и переходят к травянистым участкам в болотных зарослях.
Амплекс грудной. Яйца непигментированные и полупрозрачные, со средним диаметром 3,2 мм. Они разбросаны по влажной почве или травянистому субстрату. Средний размер кладки составил 175 яиц.